# Lars Netzler
Lars Gustaf Netzler, född 8 augusti 1925 i Eskilstuna, död 16 juli 2002 i Västerås, var en svensk väg- och vattenbyggnadsingenjör. 
Netzler, som var son till tullförvaltare John Netzler och Regina Grandin, avlade studentexamen 1944 och utexaminerades från Kungliga Tekniska högskolan 1950. Han anställdes vid AB Vattenbyggnadsbyrån i Malmö 1950, vid Malmö stads vattenverk 1953, blev förste byråingenjör vid Västerås stads tekniska verk 1954, vattenverksingenjör 1956, överingenjör 1958 och chef för nämnda verk 1968. Han var ledamot av Svenska värmeverksföreningens kommitté för värmekulvertfrågor 1958–1961.